# Ментор

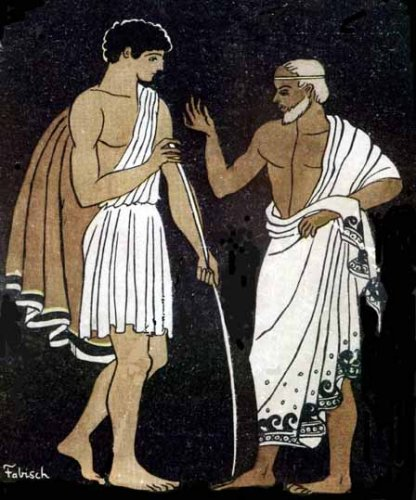
Телемах і Ментор у «Одіссеї»

Ме́нтор (грец. Mentor) — у давньогрецькій міфології — приятель Одіссея, був опікуном його дому, коли герой брав участь у Троянській війні. В «Одіссеї» Афіна, допомагаючи Телемахові в пошуках батька, часто приймала вигляд Ментора.
Завдяки романові французького письменника Франсуа Фенелона «Пригоди Телемаха» (1699 р.) ім'я Ментора стало відоме широким читацьким колам. Його почали використовувати як синонім слів «учитель», «порадник», «наставник», «консультант».
Наставник — це людина, яка працює в компанії і має інтерес до розвитку знань, навичок та міжособистісних стосунків. На відміну від наставника, ментор — це людина, що самостійно встановлює інтенсивність та напрямок навчання. Завдання ментора — допомагати тоді, коли просите про допомогу. І хоча ці два терміни часто вживаються як синоніми, існує доволі суттєва відмінність між наставниками та менторами. Першого призначає організація, щоб допомогти досягнути цілі компанії, другого обирають власноруч, щоб досягнути індивідуального зростання.